# 三辛基胂
三辛基胂是一种有机砷化合物，化学式为(C8H17)3As。它可以1-氯辛烷、镁和三氧化二砷为原料反应制得，有类似辛醇的气味。它和1-碘辛烷在密封的安瓿中反应，生成四辛基碘化𬬹。